# Бороздин, Владимир Матвеевич
Владимир Матвеевич Бороздин (1783—1865) — генерал-майор, участник войн против Наполеона.
Сын сенатора Матвея Корнильевича, родился в 1783 году, происходил из старинного русского дворянского рода. В военную службу вступил в 1796 году в Кексгольмский мушкетёрский полк.
23 марта 1803 года с чином штабс-капитана переведён в Кавалергардский полк и 29 марта 1806 года переименован в штабс-ротмистры. В 1805 году принимал участие в Австрийской кампании, сражался при Аустерлице и за отличие награждён орденом св. Анны 3-й степени. 5 ноября 1808 года произведён в ротмистры.
В 1812 году Бороздин принимал участие в отражении нашествия Наполеона, в Бородинском бою командовал эскадроном Кавалергардского полка и был ранен картечью в левую ногу. За отличие награждён орденом св. Владимира 4-й степени с бантом. 14 января 1813 года получил чин полковника.
28 января 1816 года назначен командиром Глуховского кирасирского полка. 1 января 1819 года произведён в генерал-майоры. 16 декабря 1821 года награждён орденом св. Георгия 4-й степени (№ 3539 по кавалерскому списку Григоровича — Степанова).
В 1823 году вышел в отставку и поселился в своём имении в Новгородской губернии. Скончался 6 августа 1865 года, похоронен в Саввином Вишерском монастыре, основанном предком Бороздиных святым Саввой Вишерским.
Его брат Константин был сенатором.